# Best Regards
Best Regards är ett cd-boxset utgivet av Buckethead i samarbete med Bryan "Brain" Mantia och Melissa Reese. Boxen släpptes den 15 juli 2010 och består av 5 flerfärgade CDR-skivor.

## Låtlista
Orange skiva
1. "spår 1"   13:00
2. "spår 2"   13:24
3. "spår 3"   19:22

45:46
Blå skiva
1. "spår 1"   9:50
2. "spår 2"   19:37
3. "spår 3"   15:02

44:29
Grön skiva
No. Title Length 
1. "spår 1"   30:00
2. "spår 2"   10:17

40:17
Gula skiva
1. "spår 1"   13:06
2. "spår 2"   12:58
3. "spår 3"   9:28
4. "spår 4"   11:35

47:07
Lila skiva
1. "spår 1"   17:05
2. "spår 2"   31:53

48:58

## Lista över medverkande
- Buckethead – Gitarr
- Brain – Trummor och Keyboard
- Melissa Reese - Keyboard och Slagverk
- Konst: Buckethead, Brain och Melissa